# 8545 McGee
8545 McGee este un asteroid din centura principală de asteroizi.

## Descriere
8545 McGee este un asteroid din centura principală de asteroizi. A fost descoperit pe 2 ianuarie 1994 la Stakenbridge de Brian G. W. Manning. El prezintă o orbită caracterizată de o semiaxă mare de 2,35 ua, o excentricitate de 0,12 și o înclinație de 5,9° în raport cu ecliptica.